# Interval PR

Interval PR normal (cliqueu)

En electrocardiografia l'interval PR  és el període mesurat en mil·lisegons, que s'estén des de l'inici de l'Ona P (inici de la despolarització atrial) fins a l'inici del Complex QRS (inici de la despolarització ventricular); normalment té entre 120 i 200 ms de durada.
L'interval PR de vegades s'anomena interval PQ.

## Interpretació-Segment PR

Representació esquemàtica de l'ECG normal (cliqueu)

Les variacions en l'interval PQ es poden associar a determinades condicions mèdiques:
- Un interval PR llarg (de més de 200 ms) indica un alentiment de la conducció entre les aurícules i els ventricles, generalment a causa d'una conducció lenta a través del node auriculoventricular (node AV).[1] Això es coneix com a bloqueig cardíac de primer grau.[1][2] La prolongació es pot associar amb fibrosi del node AV, to vagal elevat, medicaments que frenen el node AV com ara beta-bloquejants, hipopotasèmia, febre reumàtica aguda o carditis associada a la malaltia de Lyme.[3][4]
- Un interval PR curt (menys de 120 ms) pot estar associat a síndromes de preexcitació com ara la síndrome de Wolff-Parkinson-White o la síndrome de Lown-Ganong-Levine, i també arrítmies de la unió com la taquicàrdia de reentrada auriculoventricular o el ritme de la unió .
- Un interval PR variable pot indicar altres tipus de bloqueig cardíac.
- La depressió del segment PR pot indicar lesió auricular[5] o pericarditis.[6]

## Tipus d'intervals ECG

### ECG: intervals, segments i ones (feu clic a la imatge)
|  |  |  |  |  |
|  |  |  |  |  |